# ماکسیمون (ذره)
ماکسیمون یک ذره بنیادی فرضی است که با جرم ۵x۱۰۲۸ الکترون‌ولت، دارای بیشترین جرم در طیف جرمی ذرات بنیادی است. ماکسیمون‌ها می‌توانند دارای بارالکتریکی باشند می توانند دارای دمای درونی صفر مطلق باشند و نیز می‌توانند مانند یک سیاه‌چاله به نظر برسند.